# Helmut Prasch (Volkskundler)

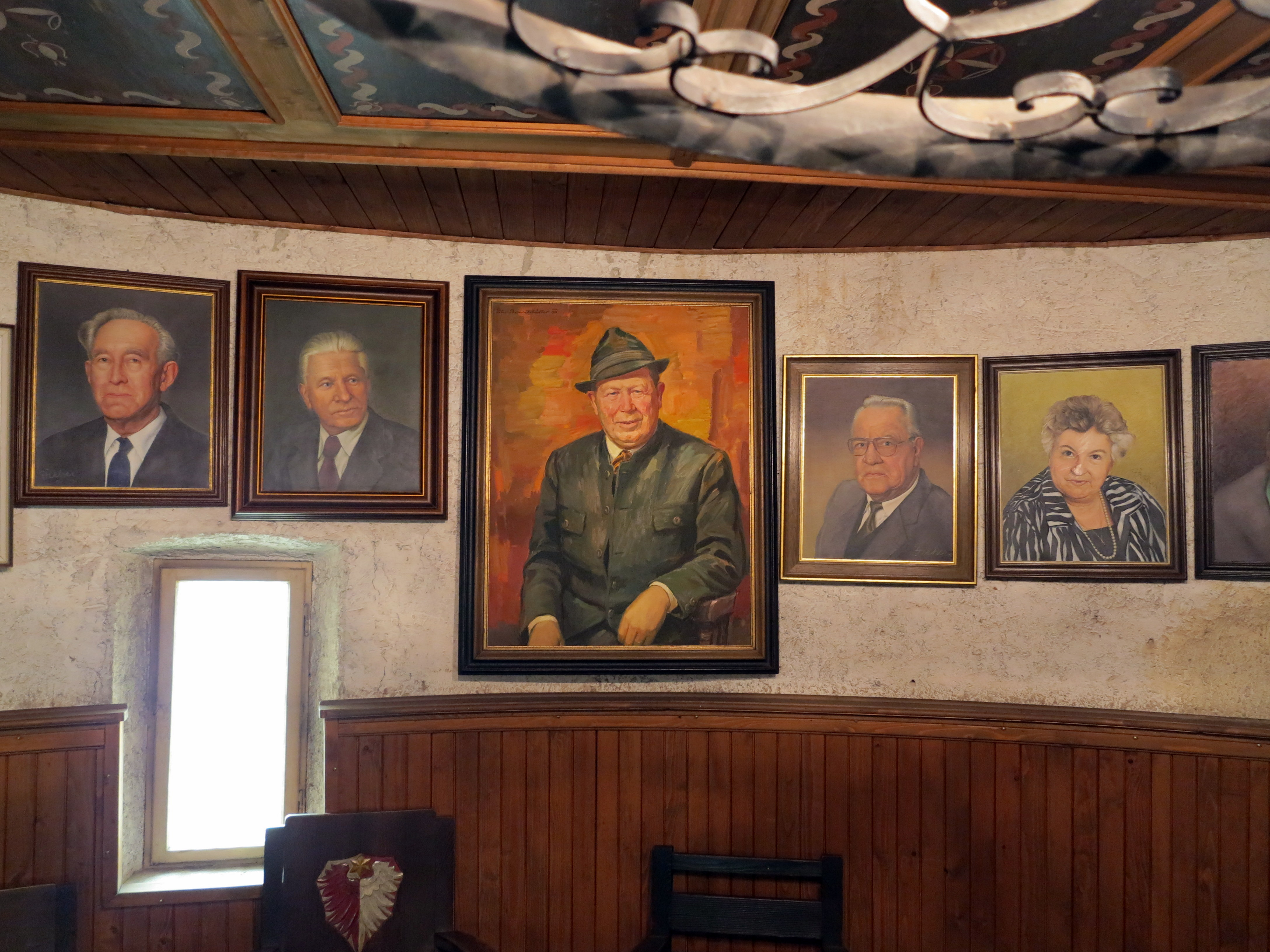
H. Prasch im Kreise anderer verdienter Mitarbeiter des Spittaler Heimatmuseums

Helmut Prasch (* 16. September 1910 in Weissenbach an der Triesting, Niederösterreich; † 17. Dezember 1996 in Spittal an der Drau, Kärnten) war ein österreichischer Lehrer, Volkskundler und Autor.

## Leben

### Bis 1945
Helmut Prasch war der einzige Sohn des Fabrikdirektors Hans Prasch und dessen aus Alexanderfeld bei Bielitz in Österreichisch-Schlesien stammender Ehefrau Sofie, geborene Waloschke. Er besuchte zunächst die Volks- und Bürgerschule in Spittal an der Drau und anschließend ab 1926 die evangelische Lehrerbildungsanstalt in Oberschützen im Burgenland. Im Jahre 1930 schloss er seine Ausbildung mit der Lehramtsprüfung, der Matura einschließlich der Reifeklausel für Gymnasien und der Kantorprüfung ab.
Als Lehrer unterrichtete Prasch an den Kärntner Volksschulen in Steuerberg, Althofen und Eberstein. Als Oberlehrer wirkte er in den Jahren 1932 bis 1939 an der einklassigen Bergschule in Dreifaltigkeit, außerdem war er dort auch als Organist, Chorleiter, Volkstanz- und Laienspielpfleger tätig. In jener Epoche beschäftigte sich Prasch schon intensiv mit volkskundlichen Themen und verfasste erste literarische Arbeiten. Damals lernte er auch Walter Tschinkel kennen, der an der benachbarten Volksschule in Steinbichl wirkte und mit dem er 1936 die Sprachinsel Gottschee im Draubanat (Jugoslawien) bereiste. Im Jahre 1939 übersiedelte Prasch nach Schiefling am See, wo er als Rektor bis zum Ausbruch des Zweiten Weltkrieges die Volksschule leitete.
Helmut Prasch trat zum 7. Dezember 1931 der NSDAP bei (Mitgliedsnummer 686.712) und bekam nach dem „Anschluss Österreichs“ an das Deutsche Reich eine Ostmark-Medaille verliehen. Er meldete sich nach Kriegsbeginn freiwillig bei einer SS-Einheit zum Kriegseinsatz (SS-Nummer 324.832). Er nahm am Westfeldzug teil, war in Frankreich und Holland stationiert und wurde 1941 als SS-Untersturmführer in das besetzte Oberkrain als Schulbeauftragter abkommandiert.
Im Landkreis Stein (Kamnik), dem seit Ende Oktober 1941 Hermann Doujak als Landrat vorstand, war Prasch zunächst Leiter der Schulabteilung. Damals verfasste er sein „Handbuch für junge Schulleiter in Oberkrain“. In diesem verlangte er ein uneingeschränktes Bekenntnis zur nationalsozialistischen Erziehung: „So stehen wir entschlossen unter der Hakenkreuzfahne unserer oftmals von aller Welt abgelegenen Dorfschule und rechtfertigen das in uns gesetzte Vertrauen unseres Gauleiters, den Befehl des Führers auszuführen.“ Dieser Befehl lautete: „Dieses Land ist wieder deutsch zu machen.“
Vornehmlich war Prasch jedoch für die SiPo und den SD der Außenstelle Stein aktiv. Als Kommandant eines Selbstschutz-Bataillons der Wehrmannschafts-Standarte Stein nahm er an zahlreichen Kampfhandlungen gegen slowenische Widerstandsgruppierungen und Titopartisanen im Grenzgebiet zur Provinz Laibach teil. Am 22. und 23. Mai 1942 wurde er im weitläufigen Waldgebiet um den Jantschberg (Janče, 10 km westl. Litija/Littai) in der „Bandenbekämpfung“ zweimal verwundet.
Ab 1943 kämpfte Prasch als Spähtruppführer in der SS-Panzer-Grenadier-Aufklärungsabteilung der Panzer-Division „Das Reich“ an der Ostfront, zeitweise im rückwärtigen Frontbereich bei der Partisanenbekämpfung. Am 20. April 1943 erhielt Prasch die Beförderung zum SS-Obersturmführer.
Nach der Kapitulation Italiens am 8. September 1943 und der Besetzung des Landes durch die deutsche Wehrmacht, wurde Prasch aus Russland in die Provinz Julisch Venetien in der Operationszone Adriatisches Küstenland versetzt und zum Leiter der SiPo- und SD-Außenstelle Pola ernannt. Seine Dienststelle war dem Befehlshaber der Sicherheitspolizei und des SD mit Sitz in Triest unterstellt. Im blutigen Partisanen- und Bürgerkrieg in der gesamten Operationszone, die im Dezember 1943 zum Bandenkampfgebiet erklärt wurde, blieb Prasch im Kampfeinsatz bis zum Kriegsende.
Mitte Februar 1945 erhielt er das Bandenkampfabzeichen in Gold verliehen. Eine der letzten Ausgaben der bis zum 28. April 1945 in Triest herausgegebenen, viersprachigen Propagandazeitschrift „Adria Illustrierte“ berichtete damals: „Der erste Träger des Goldenen Bandenkampfabzeichens im Küstenland! Nach mehr als hundert Einsätzen verlieh der Reichsführer SS dem SS-Obersturmführer Prasch persönlich diese hohe Auszeichnung.“ und druckte ein Bild des Dekorierten ab.

### Nachkriegszeit
In Spittal an der Drau wurde im Jahr 1958 auf seine Veranlassung das Bezirksheimatmuseum Spittal an der Drau, das heutige Museum für Volkskultur gegründet. Dank seiner jahrzehntelangen Sammlertätigkeit ist das im Renaissance-Schloss Porcia untergebrachte Museum mit ca. 20.000 Exponaten aus dem Oberkärntner Raum die viertgrößte volkskundliche Sammlung Österreichs. Prasch war als Lehrer in verschiedenen Schulen Kärntens unterwegs und legte kleine volkskundliche Sammlungen für den Anschauungsunterricht an. Bauernhöfe und Handwerker wurden abgeklappert, bis es in der Bevölkerung schon mit einem Lächeln hieß: „Passt’s auf, vasteckt’s die Sachn, da Prasch is unterwegs.“ Ende der 1950er Jahre hielt die Moderne Einzug und die Bauern musterten vieles aus und waren froh, dass jemand die alten Sachen mitnahm.
Zu seinen vielen volkskundlichen Initiativen gehören u. a. die Arsenik-Schauhütte im Pöllatal, das 1. Kärntner Fischereimuseum in Seeboden, die Untersuchung des Glasbläserdorfs Tscherniheim oder das 1. Kärntner Handwerksmuseum in Baldramsdorf. Neben dem Aufbau von Museen zur Volkskunde Oberkärntens und der Publikation einschlägiger Literatur hielt er auch viele anlassbezogene Vorträge, schrieb in unterschiedlichen Lokalmedien, gestaltete Radiosendungen und unterstützte diverse Projekte, weshalb bis heute ein breit angelegtes Stichwort-Register fehlt.

## Auszeichnungen
Vorkriegszeit
- Medaille zur Erinnerung an den 13. März 1938
- Eisernes Kreuz II. und I. Klasse
- Kriegsverdienstkreuz II. Klasse mit Schwertern
- Panzerkampfabzeichen
- Verwundetenabzeichen
- Bandenkampfabzeichen in Gold (Februar 1945)

Nachkriegszeit
- Ehrenbürger der Stadt Spittal an der Drau (1976)
- Ehrenmitglied der Gottscheer Landsmannschaft in Deutschland e. V. (1979)
- Georg-Graber-Medaille (1986)

## Werke
- Arbeitseinteilung für den Ferieneinsatz der Kärntner Erzieherschaft in den besetzten Gebieten Krains von 14. Juli bis 24. August 1941, (o. O.) 1941.
- Die Aufgabe. Ein Handbuch für junge Schulleiter in Oberkrain, Stein 1943.
- Bergkerle, Deutscher Volksverlag, München 1944.
- Der Bergschreck, Europäischer Verlag, 1955.
- Der schöpferische Bauer, Arbeitsbehelfe, Geräte und hölzerne Maschinen im Kärntner Oberland, Spittal an der Drau 1963.
- Eine Volkskunde Oberkärntens, Spittal an der Drau 1965.
- Bäuerliche Volkskunde Kärntens, in: Geschichte der Kärntner Landwirtschaft und bäuerliche Volkskunde, Klagenfurt 1966. (Gemeinsam mit Karl Dinklage, Konrad Erker und Franz Koschier).
- Um die Möll. Volkskunde eines Kärntner Tales, Spittal an der Drau 1968.
- Eine Volkskunde Oberkärntens, Spittal an der Drau 1970.
- Waldglas aus Oberkärnten, 1621–1879. Glashütte Tscherniheim, Selbstverlag des Bezirksheimatmuseums Spittal-Drau 1971 (Auszüge [PDF; 11,3 MB]).
- Blutstropfen der Nocke. Karfunkel, Granate – Bäuerlicher Bergbau auf der Millstätter Alpe und der Allmandin-Schmuck, Spittal an der Drau 1972.
- Vom Lurnfeld zum Tiroler Tor. Volksleben zwischen Teurnia und Aguntum, Spittal an der Drau 1974.
- Die Burgstaller vom Purckhstall: Chronik eines Kärntner Bauerngeschlechtes, Spittal an der Drau 1975.
- Das Seen- und Gegendtal. Menschen und Landschaft zwischen Seen und Nocken, Spittal an der Drau 1976.
- Werk und Zeug. Werdegang und Bestand des Bezirksheimatmuseum Spittal-Drau und seiner Einrichtungen mit einem Abriß der Stadtgeschichte von Teurnia und Spittal, Spittal an der Drau 1978.
- Das Lieser-, Malta-, Pöllatal. Fenster in die Vergangenheit und Zukunft, Spittal an der Drau 1980.
- Fünfzig Jahre Stadt Spittal. Festschrift zum Jubiläum der Stadterhebung, Spittal an der Drau 1980. (Gemeinsam mit Erich Nußbaumer und Helmut Rieder).
- Führer durch und rund um das Schloß Ortenburg-Porcia in Spittal, Drau, Spittal an der Drau 1984. (Gemeinsam mit Hartmut Prasch).